# Seat Ritmo
SEAT Ritmo var en femdørs lille mellemklassebil fremstillet af SEAT i Spanien fra starten af 1979 med samme karrosseri som sin italienske søstermodel Fiat Ritmo. Motorprogrammet hos SEAT adskilte sig dog fra den italienske søstermodel:
SEAT Ritmo 65 havde motoren fra SEAT 124 D med slagvolume på 1197 cm³ og 47 kW (64 hk), mens SEAT Ritmo 75 havde motoren fra SEAT 1430 Sport Coupé på 1438 cm³ med 57 kW (78 hk). Dermed fik bilen en topfart på 150 hhv. 160 km/t.
Efter adskillelsen fra Fiat fik modellen i august 1983 et facelift for at adskille sig fra det italienske forbillede, og blev samtidig omdøbt til SEAT Ronda.
På fire år blev der fremstillet 130.000 SEAT Ritmo'er i Spanien.